# Провулок Юрія Матущака
Прову́лок Юрія Матущака — провулок у Солом'янському районі міста Києва, місцевість Відрадний. Пролягає від вулиці Миколи Василенка до Світлодарської вулиці.
Прилучається Волноваська вулиця.

## Історія
Виник у 1-й чверті XX століття під назвою Че́ховський прову́лок (на честь російського драматурга і прозаїка Антона Чехова).
Пізніша назва на честь російського письменника-просвітителя Олександра Радищева — з 1955 року. 8 вересня 2022 року депутатами Київради проголосовано рішення про перейменування провулку на честь Юрія Матущака

## Зображення

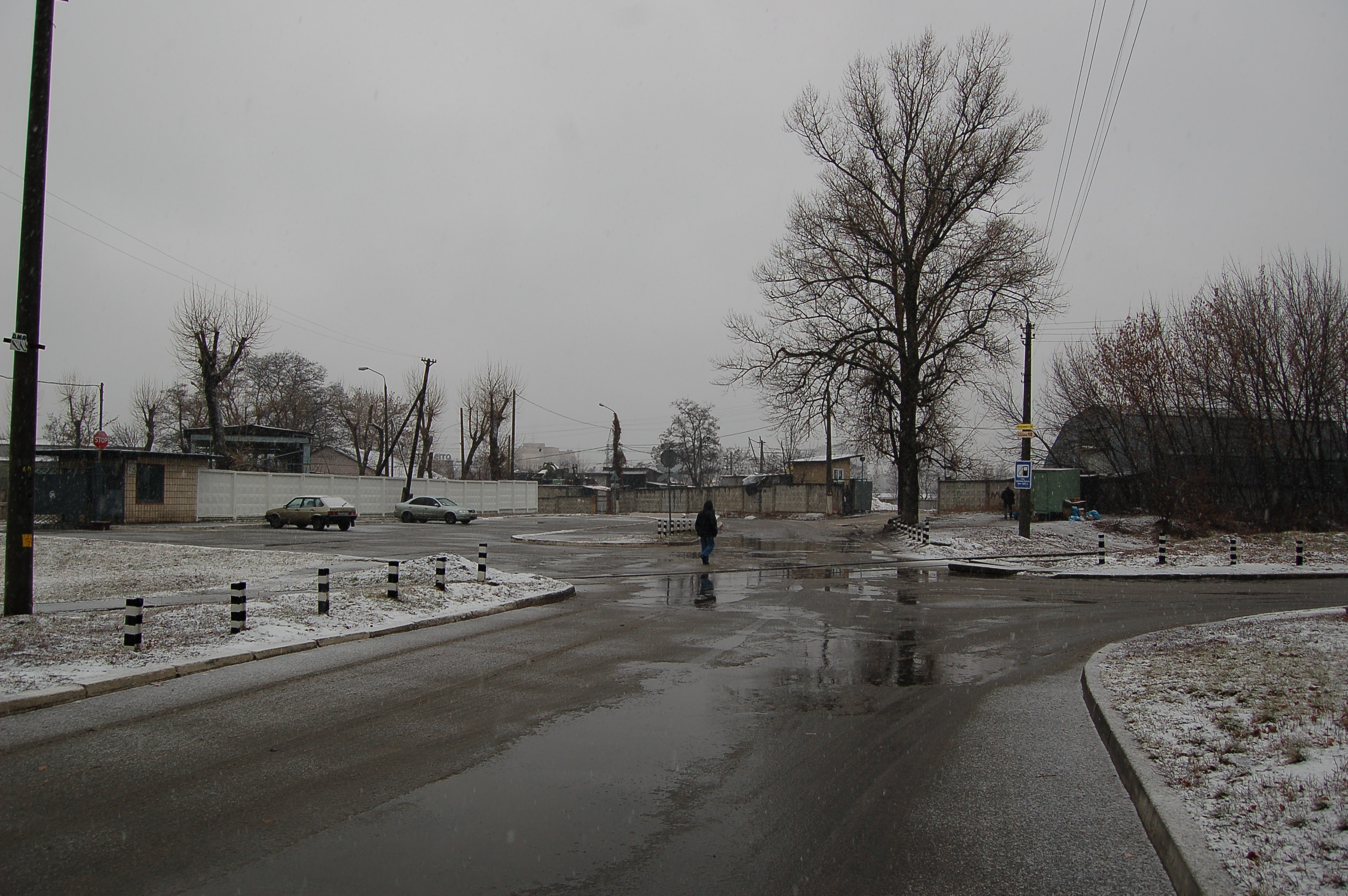
Перехрестя Світлодарської і Козелецької вулиць та провулку Юрія Матущака
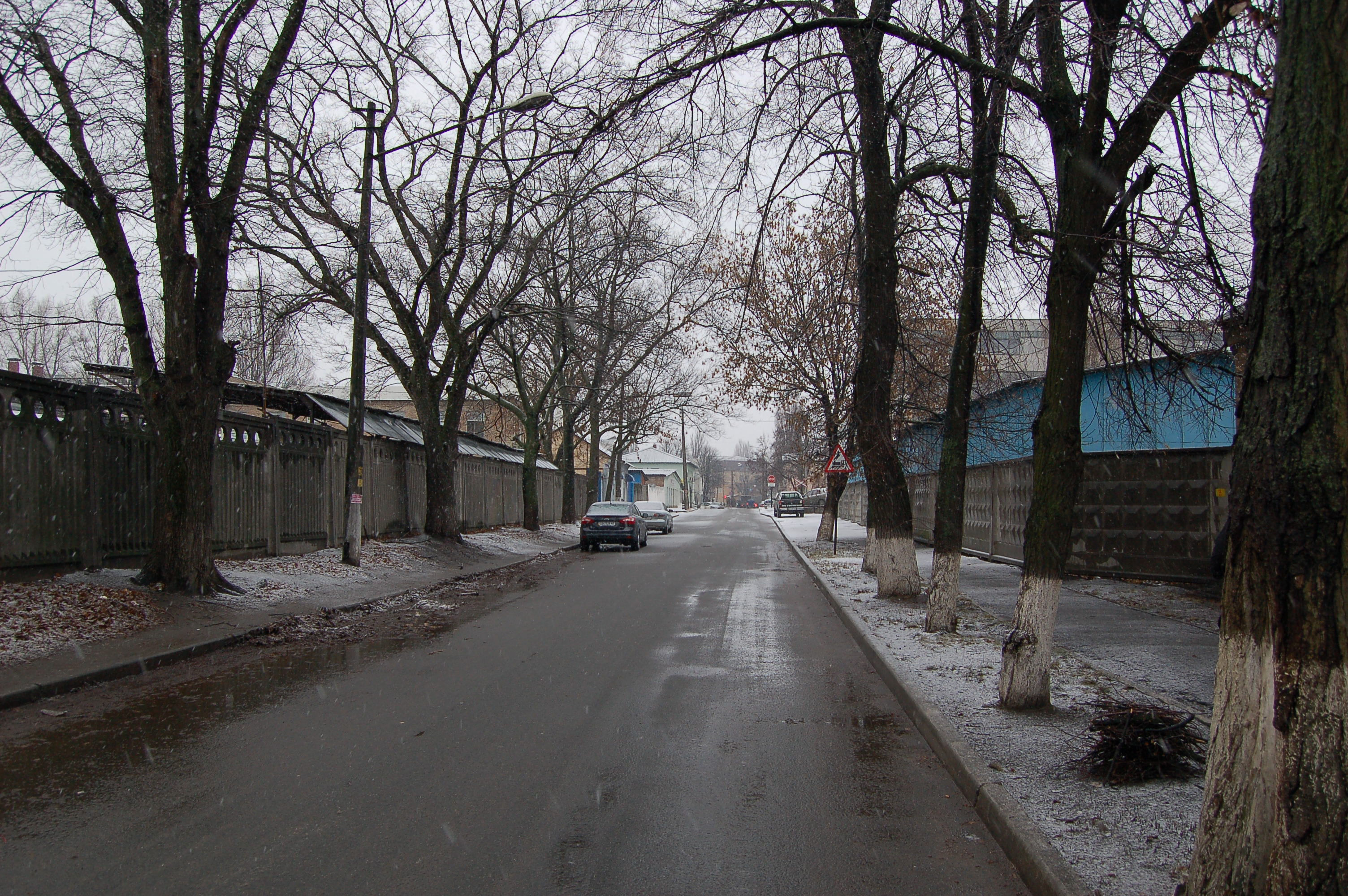
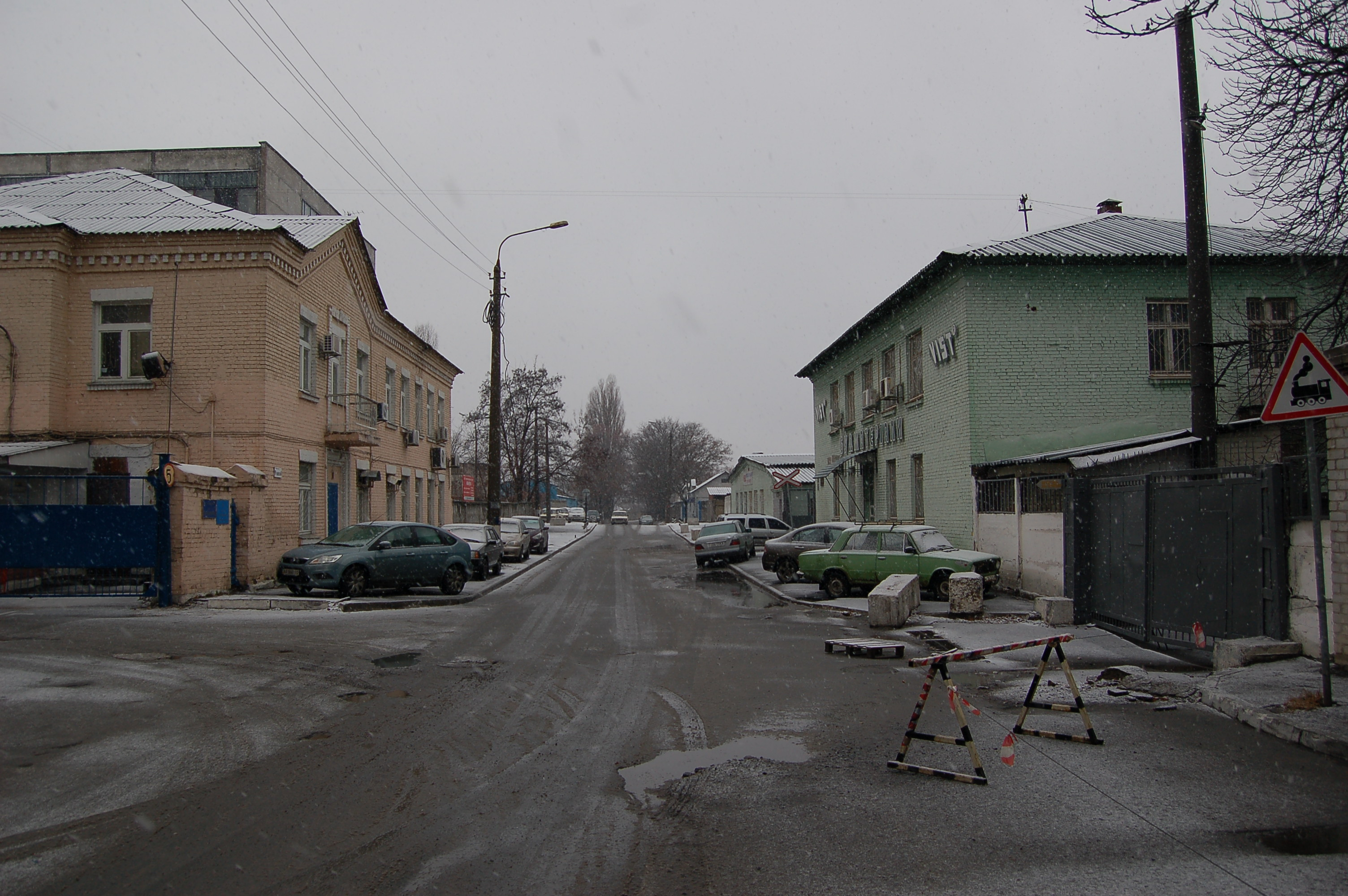
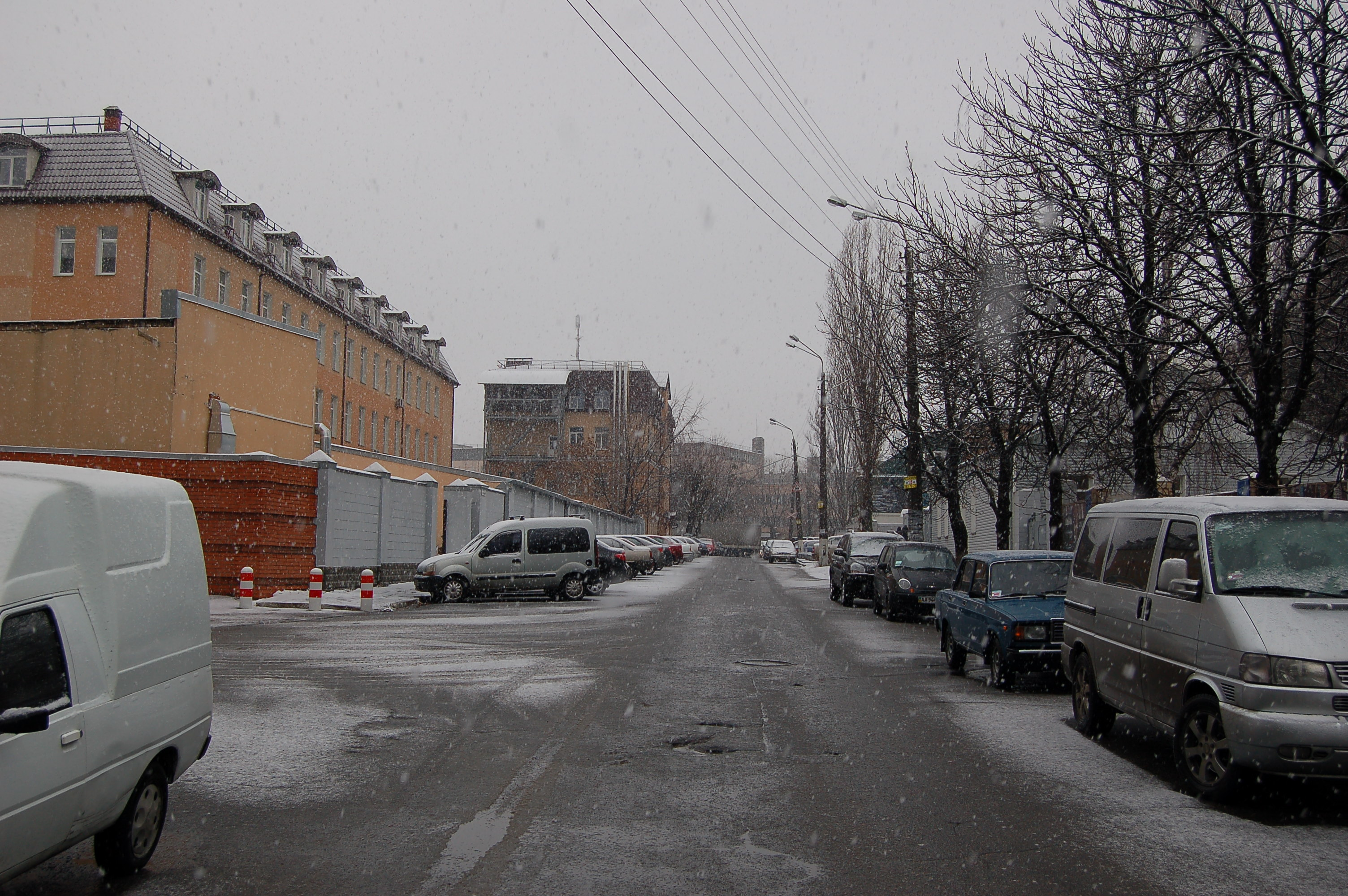
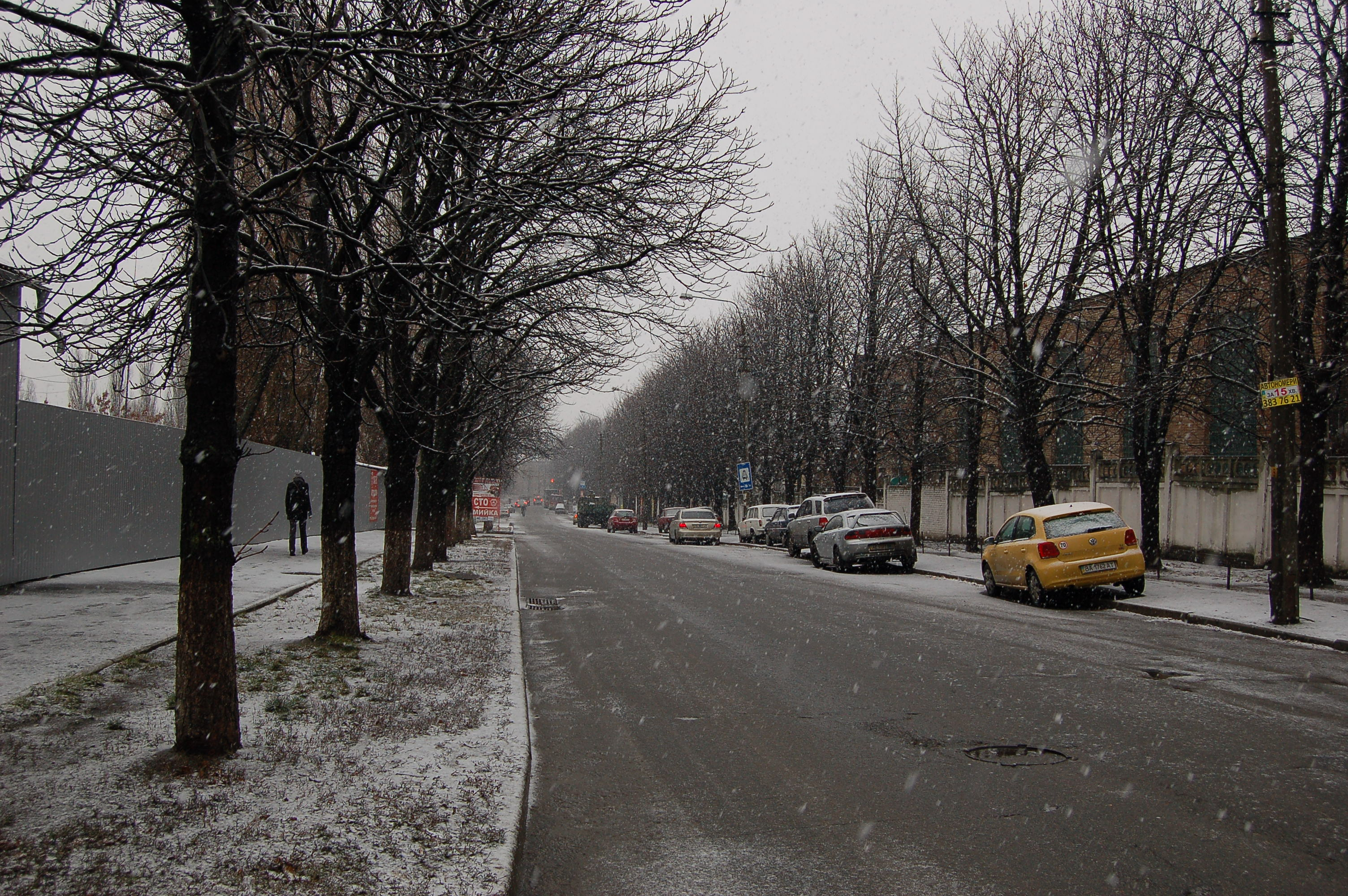
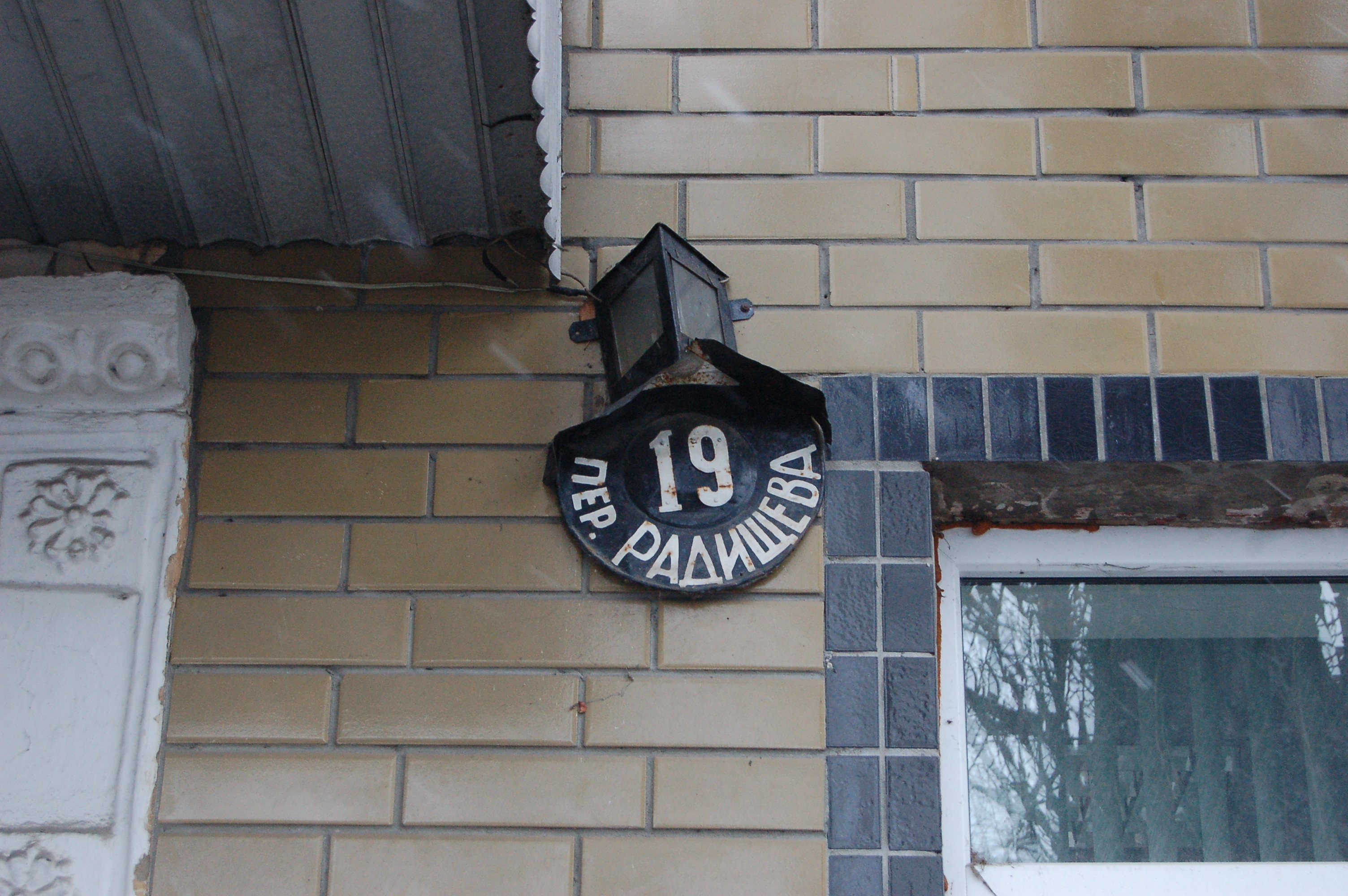
Адресна табличка на фото 2011 року